# Монастир Якусі
Монасти́р Я́кусі або Я́кусі-дзі́ (яп. 薬師寺, やくしじ, МФА: [jaku̥ɕi d͡ʑi], «монастир будди-цілителя») — буддистський монастир в Японії.  Належить секті Хоссо.  Головний монастир секти. Розташований за адресою: префектура Нара, місто Нара, квартал Нісінокьо 457. Монастирський титул — відсутній.  Заснований 680 року. Головною святинею монастиря є статуя-триптих будди Якусі (національний скарб Японії). До цінних пам'яток належать східна ступа (національний скарб Японії), південні ворота (важлива культурна пам'ятка Японії) статуя принца Оцу (важлива культурна пам'ятка Японії), тощо.
 Об'єкт Світової Спадщини ЮНЕСКО в Японії, Національний скарб Японії.